# Dominika Strumilo
Dominika Strumilo (Sint-Niklaas, 26 december 1996) is een Belgische volleybalster met Poolse roots. Ze speelt als receptie-hoekaanvalster.

## Levensloop
Dominika Strumilo begon haar volleycarrière op 8-jarige leeftijd bij Asterix Kieldrecht. Ze volgde sporthumaniora aan de Topsportschool van Vilvoorde. Als zestienjarige maakte ze in 2013 de overstap naar de eerste ploeg van Asterix Kieldrecht. Met deze club werd ze driemaal landskampioen en even vaak bekerwinnaar. Ook won ze met Asterix in 2014 de Supercup. Na drie seizoenen tekende ze in juli 2016 voor een contract voor een jaar bij de Duitse kampioen Dresdner SC, wat in 2017 werd verlengd. Met deze Dresdense club won ze in 2017-'18 de Beker van Duitsland. In seizoen 2018-'19 kwam Strumilo uit voor het Franse Vandœuvre Nancy Volley-Ball en in de zomer van 2019 tekende ze bij het Italiaanse Teodora Pallavolo Ravenne. Vervolgens was Strumilo actief bij de Turkse clubs Sarıyer Belediyesi en Yeşilyurt Spor. In 2022 tekende ze bij het Griekse Aris Thessaloniki, maar maakte halfweg het seizoen de overstap naar het Franse Neptunes de Nantes VB. Sinds najaar 2023 komt ze uit voor het Hongaarse Békéscsabai Röplabda SE.
In 2014 nam ze deel aan het EK voor meisjes –19 met de nationale jeugdploeg, de Young Yellow Tigers. Met de nationale ploeg nam ze deel aan het Wereldkampioenschap volleybal vrouwen 2014 (elfde), het Europees kampioenschap volleybal vrouwen 2015 (zesde) en het kwalificatietoernooi voor het EK in 2016, waarbij ze zich plaatste voor het EK 2017. Het nationale team werd ook vijfde op de Europese Spelen.
Ze is de dochter van voormalig volleyballer en Asterix Kieldrecht-coach Andrzej Strumilo en de eerste internationale speelster die ooit bij Asterix Kieldrecht speelde, Grazyna "Bonja" Boniewska, een Poolse volley-international uit de streek van Gdańsk. Haar moeder had als speelster met Asterix het promotietraject van provinciale tot eredivisie gemaakt en bleef na haar volleycarrière in Kieldrecht wonen, actief als trainster voor de jeugdploegen van Asterix. Ook haar oom Yurek Strumilo was actief in het volleybal.

## Nationaal team
- 2014 - 11e Wereldkampioenschap volleybal vrouwen 2014
- 2015 - 6e Europees kampioenschap volleybal vrouwen 2015
- 2015 - 5e Europese Spelen